# Prešov

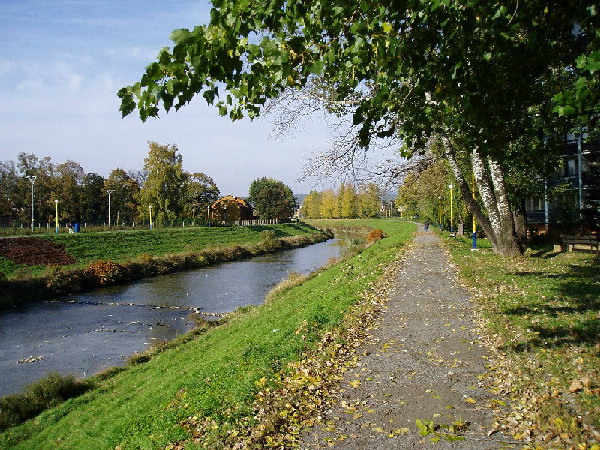
Sông Torysa đoạn chảy qua Prešov

Prešov (phát âm tiếng Slovak: [ˈprɛʃɔʊ̯] ⓘ, tiếng Hungary: Eperjes, tiếng Đức: Eperies, Preschau, tiếng Ukraina: Пряшів) là một thành phố miền đông Slovakia. Đây là trung tâm hành chính của vùng Prešov (tiếng Slovak: Prešovský kraj) và Šariš. Với dân số chừng 91.352 người, đây là thành phố lớn thứ ba của Slovakia. Dãy đồi Eperjes-Tokaj lấy theo tên (tiếng Hungary) của thành phố này.

## Dân số
| Năm            | 1994   | 2004   | 2014   | 2024   |
| -------------- | ------ | ------ | ------ | ------ |
| Số lượng người | 92.013 | 91.767 | 90.187 | 81.702 |
| Sự khác biệt   |        | −0,26% | −1,72% | −9,40% |

| Năm            | 2023   | 2024   |
| -------------- | ------ | ------ |
| Số lượng người | 82.286 | 81.702 |
| Sự khác biệt   |        | −0,70% |